# كورتيس بيه-40 وارهوك
كورتيس بيه-40 وارهوك (بالإنجليزية: P-40 Warhawk)، هي طائرة حربية أمريكية، دخلت الخدمة للقوات الجوية الأمريكية سنة 1938، ودخلت في الحرب العالمية الثانية ضد الإمبراطورية اليابانية.
طائرة كورتيس بيه-40 هي طائرة مقاتلة أمريكية ذات محرك ومقعد واحد، وطائرة هجوم أرضي. حلقت لأول مرة في عام 1938. كان تصميم P-40 تعديلاً للطائرة السابقة Curtiss P-36 Hawk التي خفضت وقت التطوير ومكن من الدخول السريع في الإنتاج والخدمة. تم استخدامها من قبل معظم قوى الحلفاء خلال الحرب العالمية الثانية، وظلت في خدمة الخطوط الأمامية حتى نهاية الحرب. كانت ثالث أكثر المقاتلات الأمريكية إنتاجًا في الحرب العالمية الثانية، بعد P-51 و P-47. بحلول نوفمبر 1944، عندما توقف إنتاج P-40، تم بناء 13,738، جميعها في مصانع الإنتاج الرئيسية لشركة Curtiss-Wright Corporation في بوفالو، نيويورك.

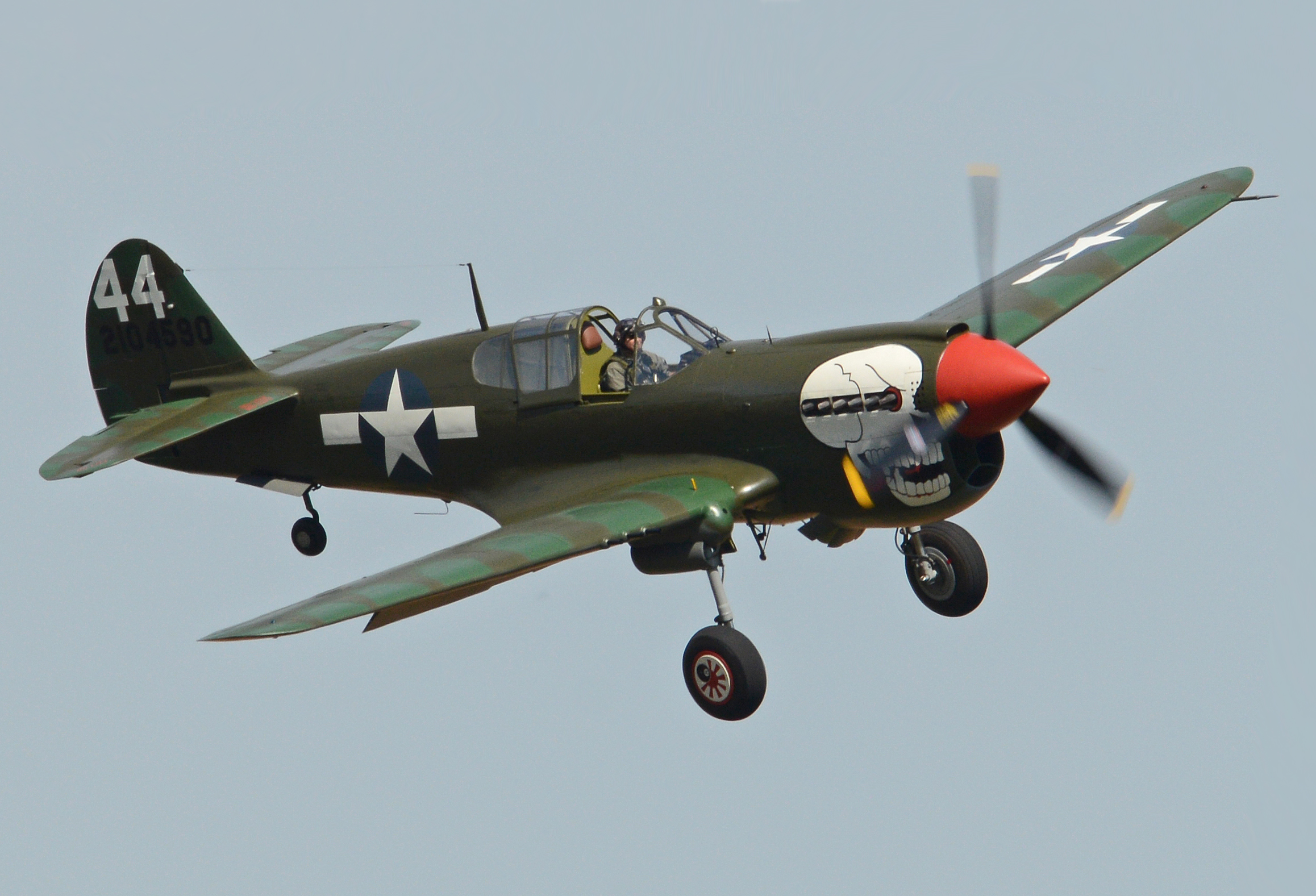
المقاتلة كورتيس بيه-40 وارهوك

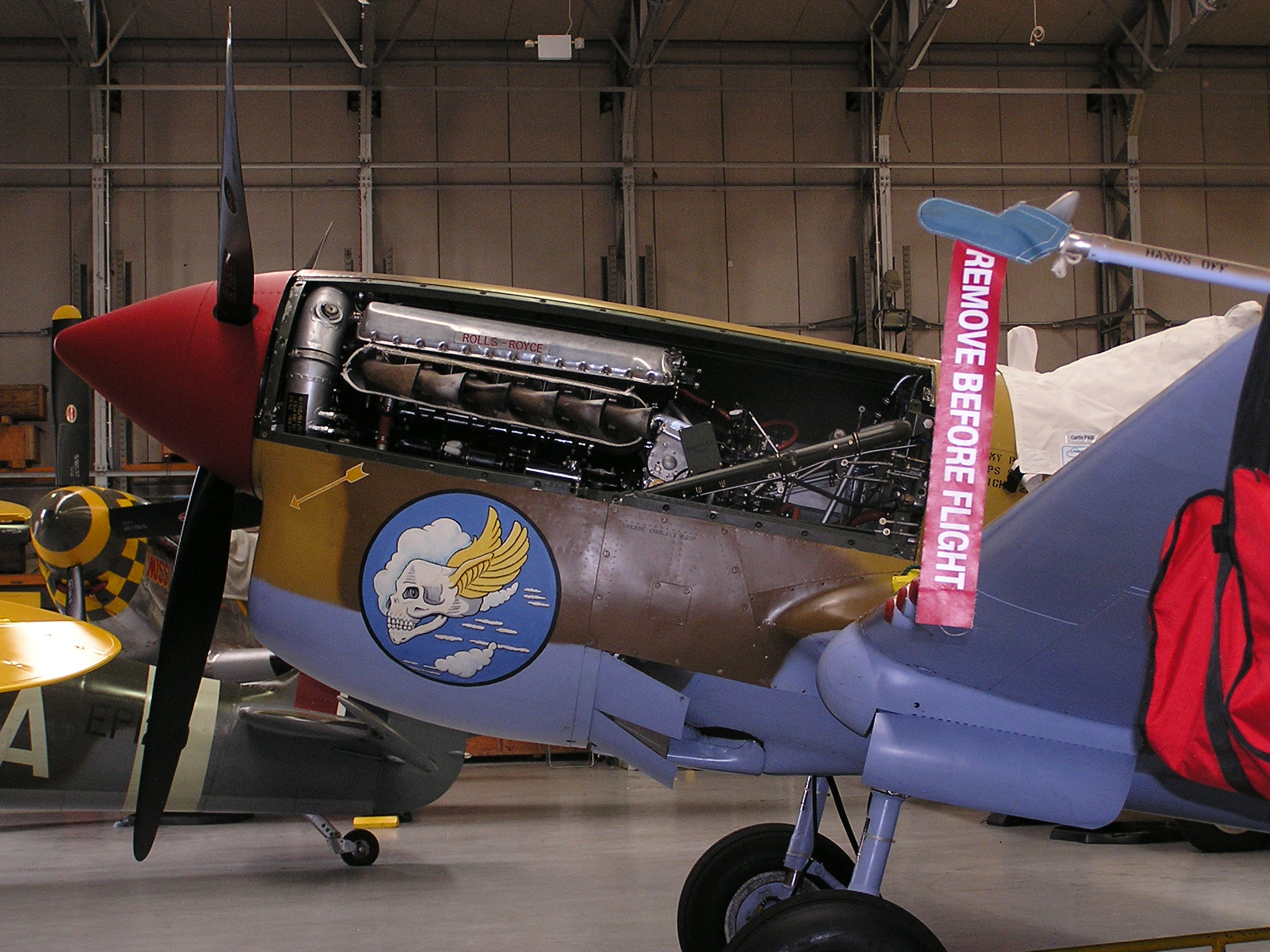
The Fighter Collection's P-40F G-CGZP, showing Merlin 500 engine

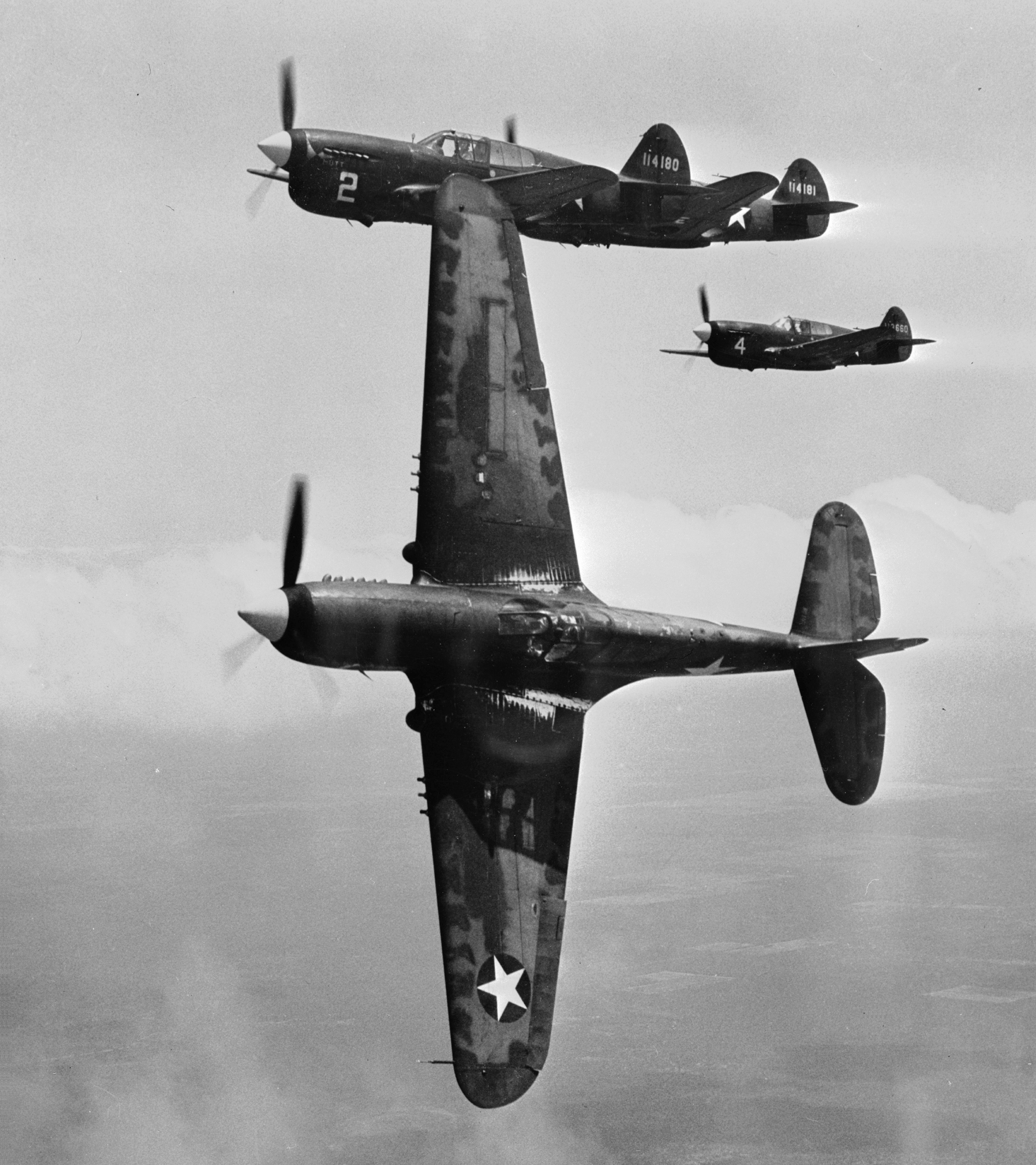
In the vicinity of Moore Field, Texas. The lead ship in a formation of P-40s is peeling off for the "attack" in a practice flight at the US Army Air Forces advanced flying school. Selected aviation cadets were given transition training in these fighters before receiving their pilot's wings, 1943.

## وصلات خارجية

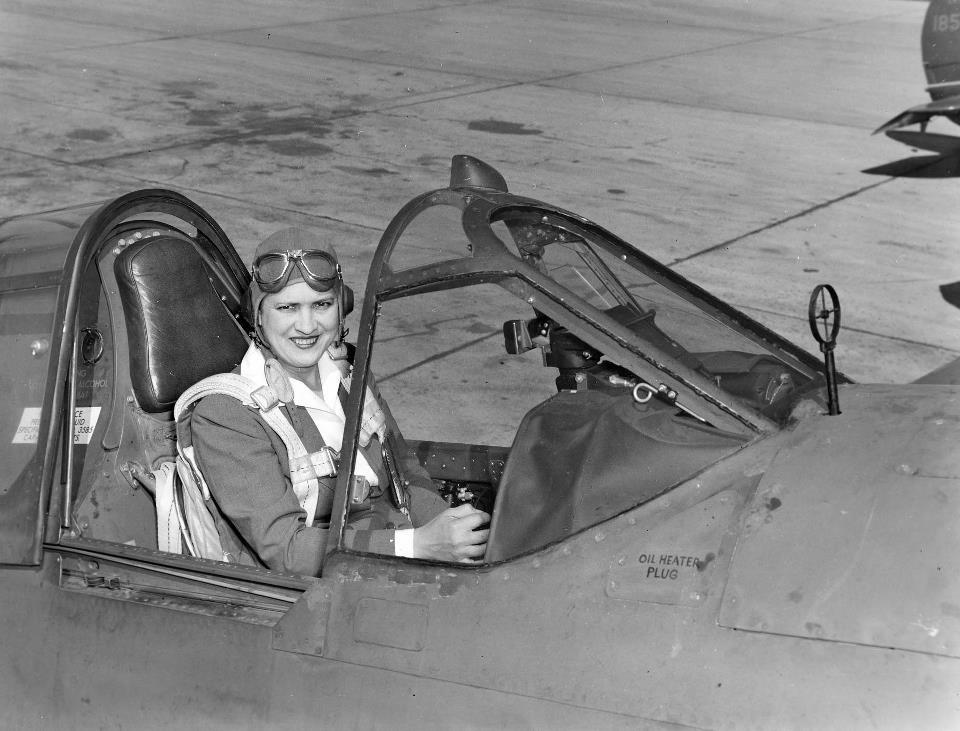
Jackie Cochran in the cockpit of a كورتيس بيه-40 وارهوك. She was head of the Women Airforce Service Pilots (WASP).

- Captured P-40E Warhawk in Japanese markings
- RCAF Kittyhawk – AK803/1034 نسخة محفوظة 22 يناير 2021 على موقع واي باك مشين.
- Annals of the Flying Tigers
- The P-40 in Soviet Aviation
- Curtiss P-40N-CU
- The P-40 Warhawk
- The Hawk's Nest: An Online Resource for the P-40 Warhawk
- Warbird Alley: P-40 page – Information about P-40s still flying today
- P-40 in flight An excellent video on YouTube of a P-40 flying flat out and performing several maneuvers على يوتيوب
- Curtiss P-40 Warhawk: One of World War II's Most Famous Fighters: A detailed overview of the history of the P-40 on TheHistoryNet.com
- Photos of the recovered wreckage of William "Black Mac" McGarry's P-40 نسخة محفوظة 17 أكتوبر 2007 على موقع واي باك مشين.
- Interview with a Soviet Kittyhawk pilot who also flew P-39s, Yaks and Spitfires
- P-40 Warhawk profile, walkaround video, front/side/rear view photos and technical details
- (1944) AN 01-25CN-2 Erection and Maintenance Instructions for Army Model P-40N Series - British Model Kittyhawk IV Airplanes